# William Parsons, 3. Earl of Rosse

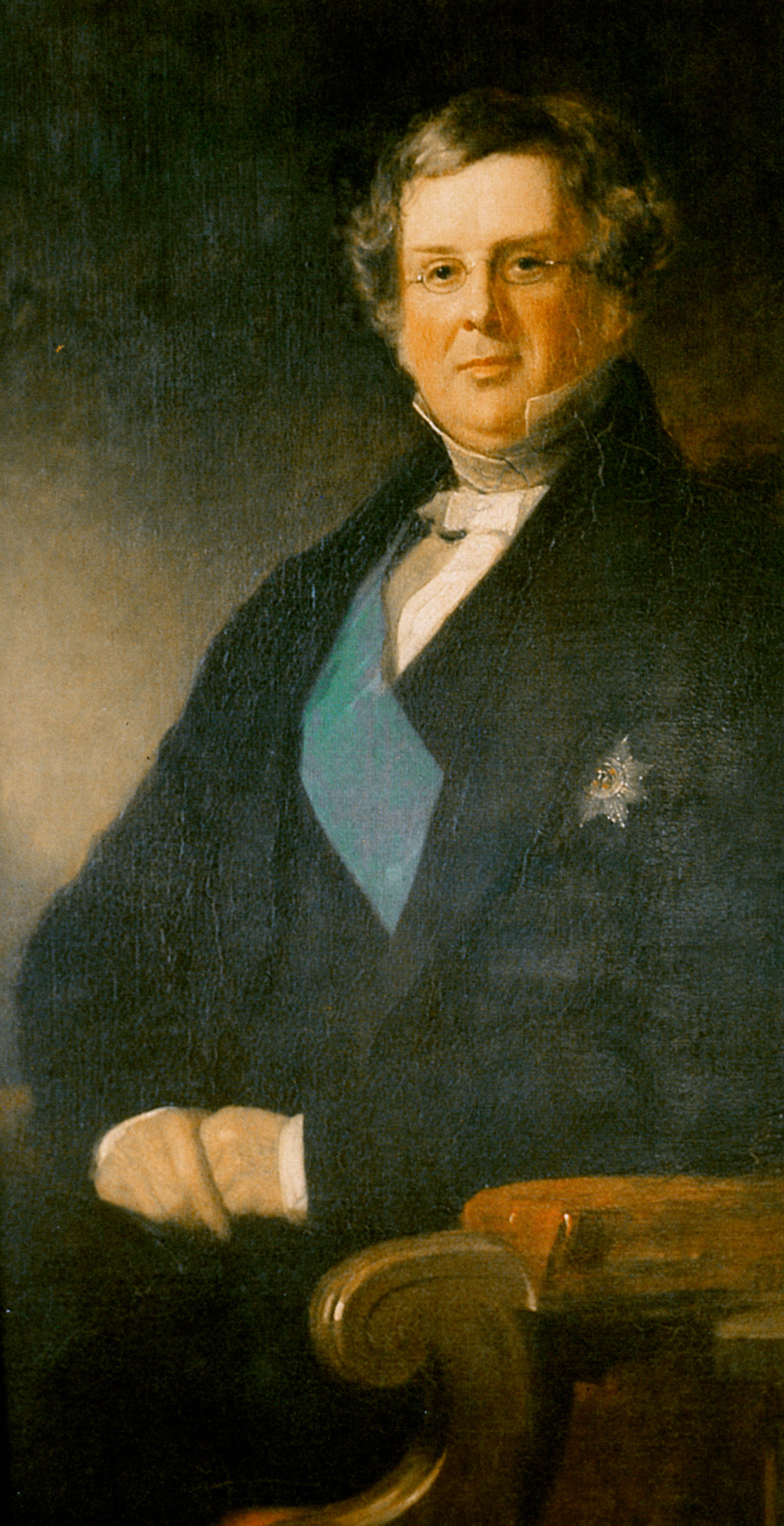
William Parsons, 3. Earl of Rosse

William Parsons, 3. Earl of Rosse, KP (* 17. Juni 1800 in York; † 31. Oktober 1867 in Birr Castle, King’s County) war ein irischer Astronom. In himmelskundlichen Publikationen wird sein Name oft als Lord Rosse abgekürzt. Er wurde insbesondere durch seine Riesenteleskope aus Metallspiegeln bekannt, mit denen er in den 1840er-Jahren erstmals die Struktur von Spiralnebeln erforschen konnte.

## Leben
Er war der älteste Sohn von Laurence Parsons, 2. Earl of Rosse (1758–1841), aus dessen Ehe mit Alice Lloyd († 1867). Als Heir apparent seines Vaters führte er ab 1807 den Höflichkeitstitel Lord Oxmantown. Nach dem üblichen Privatunterricht studierte er 1818 zunächst am Trinity College der Universität Dublin und ab 1819 am Magdalen College der Universität Oxford.
1821 wurde er als Abgeordneter für King’s County ins House of Commons gewählt; er wurde mehrfach wiedergewählt und hatte diesen Sitz bis 1834 inne. Bereits 1824 wurde er in die Royal Astronomical Society aufgenommen. 1831 wurde er Lord Lieutenant von King’s County und 1834 Colonel der Miliz. Beim Tod seines Vaters im Februar 1841 erbte er dessen irische Adelstitel als 3. Earl of Rosse, 3. Baron Oxmantown und 6. Baronet, of Birr Castle. Im Februar 1845 wurde er als irischer Representative Peer auf Lebenszeit ins britische House of Lords gewählt.
Von 1848 bis 1854 war er Präsident der Royal Society, ab 1862 Kanzler der Universität Dublin. 1845 wurde er zum Ehrenmitglied (Honorary Fellow) der Royal Society of Edinburgh gewählt. 1852 wurde er Ehrenmitglied der Russischen Akademie der Wissenschaften in St. Petersburg. 1845 wurde er als Knight Companion in den Order of St. Patrick und 1855 als Chevalier in die französische Légion d’honneur aufgenommen.
1836 heiratete er Mary Wilmer-Field (um 1813–1885), Tochter des John Wilmer-Field, Gutsherr von Heaton Hall in Yorkshire. Mit ihr hatte er sechs Söhne und eine Tochter:
- Lawrence Parsons, 4. Earl of Rosse (1840–1908), ⚭ 1870 Hon. Frances Cassandra Hawke-Harvey, Tochter des Edward Hawke-Harvey, 4. Baron Hawke;
- Hon. William Wilmer Parsons (1844–1855);
- Hon. John Parsons (1846–1857);
- Rev. Hon. Randal Parsons (1848–1936), anglikanischer Pfarrer von Sandhurst in Berkshire, ⚭ 1876 Eleanor Victoria Mackarness;
- Hon. Richard Clere Parsons (1851–1923), ⚭ 1878 Agnes Elizabeth Bateman;
- Hon. Sir Charles Algernon Parsons (1854–1931), ⚭ 1883 Katherine Bethell;
- Lady Alice Parsons († 1847).

William Parsons, 3. Earl of Rosse, starb am 31. Oktober 1867 auf seinem Landsitz Birr Castle.
Der Mondkrater Rosse ist nach ihm benannt.

## Leistung

### Große Spiegelteleskope

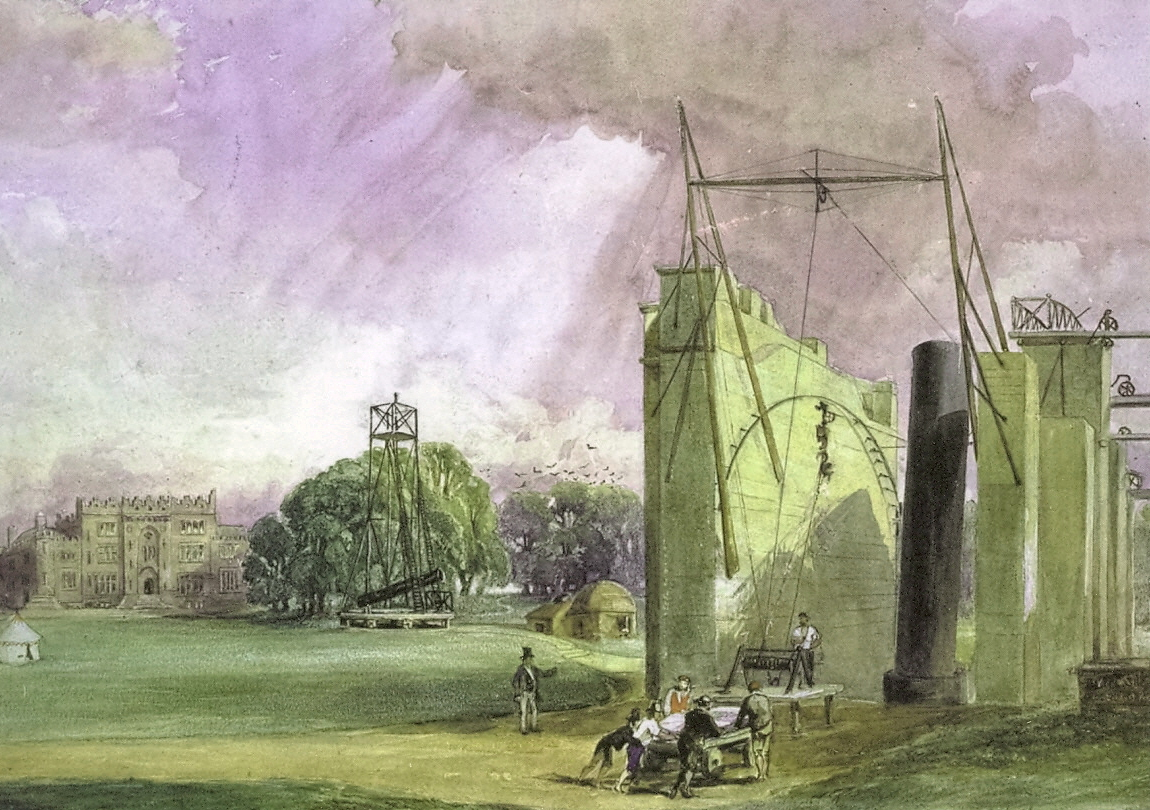
3 foot und 6 foot Riesenteleskop von Lord Rosse, Birr Castle, Co. Offaly

1826 richtete Lord Rosse auf seinem Landsitz ein Observatorium ein, für das er die Instrumente unter seiner persönlichen Leitung anfertigen ließ. 1828 veröffentlichte er seine Erfahrungen beim Schleifen und Polieren des Spiegels im Edinburgh Journal of Science. Nachdem er 1839 ein Spiegelteleskop von 36 Zoll (91 cm) Durchmesser hergestellt hatte (in der Bauweise den berühmten Teleskopen von William Herschel sehr ähnlich), beobachtete er Sternhaufen und die geheimnisvollen Nebel wie M27 oder M31. Dabei meinte er, Hinweise auf Haufen von Sternen innerhalb der diffus leuchtenden Gasmassen zu finden. (Nebenbei gab er dem „Krebsnebel“ [M1] seinen Spitznamen.) Um das Auflösungsvermögen weiter zu steigern und so die wahre Natur der nebligen Objekte zu klären, baute er mit einem Aufwand von 12.000 Pfund Sterling ein Riesenteleskop, das 1845 vollendet wurde. Der Hauptspiegel maß 72 Zoll (1,83 m) im Durchmesser und hatte eine Brennweite von 16 m. Dieses Teleskop zeichnete sich durch eine für die damalige Zeit unglaublich hohe Lichtstärke aus und bekam bald den Spitznamen „Leviathan of Parsonstown“. Lord Rosse musste gemeinsam mit seinen Mitarbeitern verschiedene Techniken selbst entwickeln, um dieses Gerät Wirklichkeit werden zu lassen.

### Nebel und Galaxien

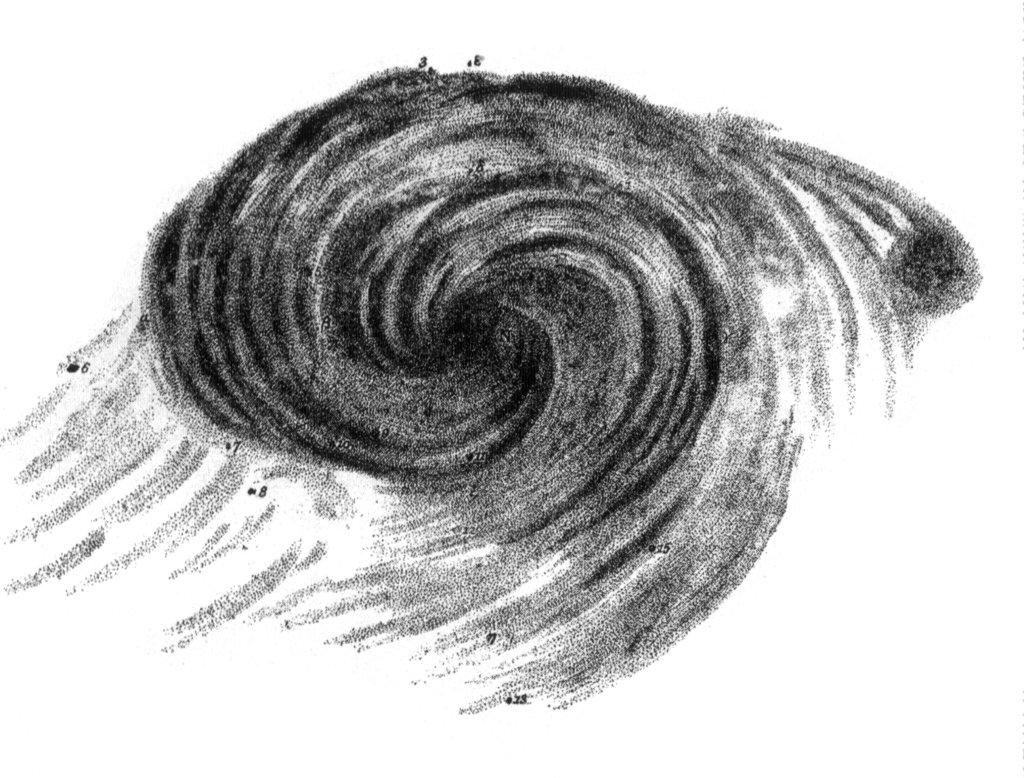
Zeichnung des M 51 von Lord Rosse

Parsons arbeitete insbesondere über Nebelflecke und erkannte in seinen großen Teleskopen viele als weit entfernte Sternhaufen. Doch konnte er die Spiralnebel wegen ihrer geringen Flächenhelligkeit noch nicht als ferne „Weltinseln“ deuten, wie man die heutigen Galaxien um etwa 1900 zu nennen begann. Weil sie visuell schwierig zu beobachten sind, war die Auflösung in Details erst der Astrofotografie des 20. Jahrhunderts vorbehalten. Allerdings erahnte er bei mehreren dieser Nebel Spiralstrukturen (insgesamt an 14), was lange auf Zweifel stieß. Zuerst sah er die Spiralarme 1845 an der relativ nahen „Whirlpool-Galaxie“ (M51 im Messier-Katalog) – bereits wenige Wochen nach Inbetriebnahme seines Riesenteleskops (siehe seine Zeichnung). Auch am nahen, aber sehr lichtschwachen Dreiecksnebel (M33) konnte er 4 Spiralarme ausmachen.
Da Lord Rosse – anders als sein Widersacher John Herschel – nicht an ein sich entwickelndes Universum glaubte, suchte er nach Beweisen, dass die nebligen Flecken, aus denen sich laut Herschel Sterne entwickeln sollten, tatsächlich aus unzähligen kleinen Sonnen bestünden. In diesem Sinne behauptete er, er habe den Orionnebel in Einzelsterne auflösen können, was Herschel zu wütenden Attacken veranlasste. (Die Frage konnte erst später durch Spektralanalyse geklärt werden: der Orionnebel ist als Emissionsnebel ein echter Gasnebel, das Licht der Galaxien jedoch stammt von Milliarden Sternen. Zu diesem Ergebnis war bereits sein Sohn Laurence gekommen, nachdem er mit dem 36-Zoll-Teleskop 11 Nebelspektren visuell untersucht hatte.)
Die Idee, die Nebel bestünden aus Sternen, war keine Erfindung von Lord Rosse. Bereits John Herschel hatte spekuliert, M51 sei ein Bruder (brother system) der Milchstraße und hatte – ebenso wie William Henry Smyth – die Theorie vertreten, sie seien gigantische Systeme aus unzähligen Sternen. Lord Rosse hatte die Hoffnung, mit seinem Riesenteleskop Nebelflecke wie M51 auflösen zu können (was erst 1917 am Andromedanebel gelang). Stattdessen erkannte er an M51 eine Spiralstruktur und heizte damit die Diskussion über die wahre Natur dieser Systeme erst recht an. Denn die Vertreter der Nebeltheorie hielten die Spiralen für das Ergebnis gewaltiger Wirbel in Gasmassen. Nur wenige Astronomen stimmten Rosse zu – wie Stephen Alexander, der 1851 schrieb: „Die Milchstraße und die Sterne in ihr bilden eine Spirale und mehrere (vielleicht 4) Arme und einen zentralen Sternhaufen.“
Die Nebelflecke waren nicht das einzige Arbeitsgebiet, auf dem Lord Rosse tätig war. Beträchtliche Energie verwandte er auch auf die Untersuchung der Temperatur der Mondoberfläche.
Seine zahlreichen Forschungsergebnisse wurden dargestellt unter dem Titel Observations of Nebulae and Clusters of Stars made with the 6-foot and 3-foot Reflectors at Birr Castle.